# Questembert
Questembert település Franciaországban, Morbihan megyében. Lakosainak száma 8081 fő (2022. január 1.). Questembert Molac, Pluherlin, Malansac, Limerzel, Noyal-Muzillac, Berric, Sulniac, La Vraie-Croix és Larré községekkel határos.

## Népesség
A település népességének változása:
| Lakosok száma | 4209 | 4961 | 5076 | 6585 | 7424 | 7440 | 7585 | 7862 | 7937 | 8081 |
|               | 1968 | 1982 | 1990 | 2006 | 2013 | 2015 | 2017 | 2019 | 2020 | 2022 |